# Hiperbodega Precio Uno
Hiperbodega Precio Uno es un formato de hipermercados de productos minoristas en Perú que está afiliado a Tottus, perteneciente al Grupo Falabella.

## Contexto
El Grupo Falabella se encontraba analizando las realidades socioeconómicas de clases medianas y bajas peruanas (C-D), encontrando similitudes con las existentes en Argentina y México, con la diferencia es que en el Perú no existía un mercado potencial donde esas clases realicen sus compras de consumo.
El gerente de Hiperbodega Precio Uno Juan Redondo, lo describe de la siguiente manera durante una entrevista:

En un estudio comprobamos que en las zonas de influencia donde se encuentran nuestras hiperbodegas, la primera necesidad del consumidor es alimentarse y la segunda es vestirse (...) -Esas son un poco las características de nuestro formato, es un hipermercado con las diferencias de que el surtido no es tan profundo como puede ser una tienda de Tottus, y donde la marca propia tiene un peso importante.

## Historia
El primer local fue inaugurado el 13 de octubre de 2014 en el distrito populoso de Puente Piedra en Lima Metropolitana. Se expandió fuera de la provincia de Lima con su primer local en Chincha Alta el 4 de mayo de 2016. Para 2020 Hiperbodega Precio Uno ya contaba con 25 tiendas a nivel nacional.
En 2022 se inaugruró en el distrito de San Martín de Porres.
A septiembre de 2023, opera 25 tiendas a nivel nacional.

## Eslóganes
- 2019-actualidad: Campeona en precios bajos.